# ابوالاشبال ضرغام
ابوالاشبال ضرغام (انگلیسی: Dirgham)، (عربی: أبو الأشبال ضرغام بن عامر بن سوار اللخمی) (فعال در ۱۱۵۳–۱۱۶۴) فرمانده نظامی عرب در خدمت خلافت فاطمی بود. توانایی‌های نظامی او سبب شد تا به مراتب بالاتر نظامی ارتقا یابد و برخی موفقیت‌ها را علیه پادشاهی اورشلیم و همچنین در برابر شورش‌های داخلی کسب کرد. با وجود روابط شخصی نزدیک با وزیران طلائع بن رزیک و پسرش رزیک بن طلائع، او به شاور پیوست هنگامی که وی علیه رزیک شوریده بود و وزارت را تصرف کرد. نه ماه بعد، ضرغام نیز شاور را از صحنه بیرون راند و در ۳۱ اوت ۱۱۶۳ خود وزیر شد. در میانه یک حمله صلیبی دیگر در سال ۱۱۶۴، ضرغام با شاور درگیر شد که با حمایت نیروهای سوری تحت رهبری شیرکوه همراه بود. ضرغام که از سوی اکثر نیروهایش رها شده بود، در فاصله زمانی می-اوت ۱۱۶۴ توسط ارتش شاور کشته شد.